# قرمزي قشلاق
قرمزي قشلاق هي قرية في مقاطعة مرند، إيران. عدد سكان هذه القرية هو 660 في سنة 2006.